# (32567) 2001 QQ70
2001 QQ70 (asteroide 32567) é um asteroide da cintura principal. Possui uma excentricidade de 0.12124540 e uma inclinação de 8.43908º.
Este asteroide foi descoberto no dia 17 de agosto de 2001 por LINEAR em Socorro.